# Hwang Sok-yong
Œuvres principales
- Monsieur Han
- Sur la route de Sampo
- Jang Gil-san

Hwang Sok-yong (en hangeul : 황석영 ; hanja : 黃晳暎) est un écrivain sud-coréen né le 4 janvier 1943 en Mandchourie (alors occupée par le Japon).

## Biographie
Hwang Sok-yong fait ses études en philosophie à l'université Dongguk. En 1964, il est emprisonné pour des raisons politiques et fait alors la rencontre de travailleurs activistes. Après sa libération, il commence à travailler dans une entreprise de manufacture de cigarettes et sur plusieurs sites de constructions à travers le pays. De 1966 à 1969, il s'engage au sein de l'armée sud-coréenne pendant la guerre du Viêt Nam, se battant alors à contrecœur aux côtés des forces américaines qu'il considère comme des pourfendeurs de la liberté.

« Quelle différence peut-il bien y avoir entre la génération de mon père enrôlée au sein de l’armée japonaise pour servir les ambitions impériales japonaises, et ma génération, mêlée à la guerre du Viêt Nam aux côtés des Américains pour établir « un axe américain » en Extrême-Orient pendant la Guerre froide ? »

Au Sud Viêt Nam, son unité militaire est notamment responsable du "nettoyage", de l'effacement des preuves de massacres de civils après les bombardements américains. Une terrible expérience au cours de laquelle il est constamment entouré de cadavres en décomposition et le témoin direct des pires massacres. Sur la base de ces expériences, il compose la nouvelle La Pagode (Tap) en 1970, ce qui lui permet de remporter le prix littéraire du journal Chosun Ilbo et l'entraîne dans une riche carrière littéraire.
Sa longue nouvelle intitulée Monsieur Han (Hanssi yeondaegi), l'histoire d'une famille séparée par la Guerre de Corée, est publiée également en 1970. Cette nouvelle est toujours d'actualité à la suite des visites du président Kim Dae-jung en Corée du Nord pour s'accorder avec son homologue Kim Jong-il sur des programmes de regroupement familial et pour entamer les discussions sur une éventuelle réunification.
Hwang Sok-yong publie en 1974 Sur la route de Sampo (Sampo ganeun gil) et acquiert une popularité nationale avec son roman Jang Gil-san qui paraît en feuilleton dans un quotidien entre 1974 et 1984. Utilisant la parabole d'un bandit des temps anciens pour décrire la dictature dans laquelle il évolue, Jang Gil-san est un énorme succès à travers le pays, mais également en Corée du Nord. Ce récit fait encore partie des plus grands best-seller coréen.
Hwang Sok-yong écrit également pour le théâtre, mais plusieurs membres de sa compagnie sont assassinés lors d'une représentation durant les années 1980 pendant la période du soulèvement démocratique de Gwangju. À cette époque, il est à la fois un auteur extrêmement respecté parmi les opposants à la dictature et un agitateur politique prenant part lui-même aux différentes manifestations organisées à travers le pays.

« J’ai combattu la dictature Park Chung-hee. J’ai travaillé dans les usines et les fermes de Cholla, et j’ai pris part aux principaux mouvements du peuple à travers le pays [...] En 1980, j’ai pris part au soulèvement démocratique à Kwangju. J’ai participé à l’amélioration de l’écriture, du jeu de scène, j’ai écrit des pamphlets et des chansons, coordonné un groupe d’écrivains contre la dictature et fondé une radio clandestine appelée « La voix de Kwangju libre » »

En 1985, le roman Journal de Kwangju : Au-delà de la mort, au-delà de la période sombre, (Gwangju ilgi : jugeumeul neomeo, sidae-ui eodumeul neomeo), écrit initialement par un journaliste de quotidien local Lee Jae-ui est le point de départ d'une nouvelle période trouble dans la vie de Hwang. Celui-ci accepte en effet d'apposer son nom sur l'œuvre en tant qu'auteur afin d'aider le roman à être mieux diffusé. Cela vaut à Hwang, tout comme à son éditeur, d'être de nouveau emprisonné. L'Ombre des armes (Mugi-ui geuneul), récit basé sur son expérience au Viêt Nam paraît en 1985. Il sera traduit en français en 2003. Auparavant, en 1989, Hwang se rend à Pyongyang en Corée du Nord en passant par Tokyo et Beijing, en tant que représentant du mouvement démocratique naissant en Corée du Sud.

« Quand je suis allé en Corée du Nord, j’ai réalisé que les écrivains du Nord lisaient les poèmes et les nouvelles les plus progressistes provenant du Sud. La principale raison de ma visite était de promouvoir les échanges entre l’Association des artistes sud-coréens et la Fédération générale de littérature nord-coréenne ainsi qu’avec les groupes artistiques travaillant là-bas. J’ai suggéré de commencer une revue qui reprendrait les travaux littéraires à la fois du Nord et du Sud. C’est comme ça que la revue Littérature de la Réunification a vu le jour, cette revue a permis de faire connaître de nombreux auteurs sud-coréens en Corée du Nord. »

Ce voyage est effectué illégalement, et les services secrets coréens considèrent alors Hwang comme un espion. Plutôt que de retourner en Corée du Sud, il s'exile volontairement à New-York, donnant des cours à l'université de Long Island. Il passe aussi un certain temps en Allemagne, pays également en pleine restructuration.
Il retourne à Séoul en 1993 et est aussitôt condamné à 7 ans d'emprisonnement pour atteinte à la sécurité nationale, car la loi de sécurité nationale sud-coréenne - toujours en vigueur - interdit aux Sud-Coréens tout contact avec des Nord-Coréens. Pendant son séjour en prison, il entame huit grèves de la faim pour protester contre différentes restrictions, comme l'interdiction d'avoir de quoi écrire et une alimentation pauvre.
Différents organisations à travers le monde, comme PEN International et Amnesty International, ont réclamé la libération de l'écrivain. Ce dernier est finalement libéré en 1998 lorsqu'il obtient la grâce du nouveau président élu Kim Dae-jung.

## Œuvres
- 객지 (1970) Publié en français sous le titre Les Terres étrangères, traduit par Arnaud Montigny et Jungsook Kim, Paris, Éditions Zulma, 2004  (ISBN 2-84304-273-9) : ce recueil compte deux nouvelles intitulées Les Terres étrangères (qui raconte l'histoire des ouvriers d'un chantier qui assèchent une baie pour une rizière se mettent en grève afin de protester contre leurs conditions d'exploitation) et Prospérité (récit de la vie quotidienne dans les bidonvilles de Séoul).
- 한씨 연대기 (Hanssi yeondaegi) (1970) Publié en français sous le titre Monsieur Han, traduit par Choi Mikyung et Jean-Noël Juttet, Paris, Zulma, 2002 ; réédition, Paris, 10/18, coll. « Domaine étranger » no 3724, 2004 ; réédition, Paris, Zulma, coll. « Z/a » no 33, 2016  (ISBN 978-2-84304-786-2) : la vie de Monsieur Han, récemment décédé, et, à travers elle, toute l'histoire récente des deux Corées.
- 삼포 가는 길 (Sampo ganeun gil) (1973) Publié en français sous le titre La Route de Sampo, traduit par Choi Mikyung et Jean-Noël Juttet, Paris, Zulma, 2002 ; réédition, Paris, 10/18, coll. « Domaine étranger » no 3723, 2004  ; réédition, Arles, Picquier, coll. « Picquier poche », 2017  (ISBN 978-2-8097-1302-2) : nouvelle picaresque où deux ouvriers journaliers se dirigent vers l'île natale de l'un d'eux et sont rejoints par une prostituée en fuite ; ce récit est le fruit d'une adaptation cinématographique intitulée du même titre, Sampoganeun kil, réalisée par Lee Man-hee en 1975 ; le volume de l'édition française contient plusieurs autres nouvelles.
- 무기의 그늘 (1985) Publié en français sous le titre L'Ombre des armes, traduit par Yeong-Hee Lim, Marc Tardieu et Françoise Nagel, Paris, Zulma, 2003  (ISBN 2-84304-247-X)
- 오래된 정원 (O lä toin čōñ uōn) (2000) Publié en français sous le titre Le Vieux Jardin, traduit par Jeong Eun-Jin et Jacques Batilliot, Paris, Zulma, 2005 ; réédition avec une présentation de Jeong Eun-Jin, Paris, Zulma, 2009  (ISBN 978-2-84304-500-4) ; réédition, Paris, Zulma, coll. « Z/A », 2019  (ISBN 978-2-84304-837-1) : un roman d'amour avec l'histoire récente de la Corée en toile de fond et notamment le soulèvement de Gwangju ; adapté au cinéma sous le même titre par Im Sang-soo en 2006.
- 손님 (Sonnim) (2001) Publié en français sous le titre L'Invité, traduit par Choi Mikyung et Jean-Noël Juttet, Paris, Zulma, 2004 ; réédition, Paris, Points no P2329, 2009  (ISBN 978-2-7578-1684-4) : ce récit a comme trame historique la division de la Corée ; un pasteur coréen protestant, émigré aux États-Unis, est en quête d'une impossible réconciliation avec les compatriotes communistes tués par son frère.
- 심청 연꽃의 길 (Shim Chong, yongkoteu kil) (2003) Publié en français sous le titre Shim Chong, fille vendue, traduit par Choi Mikyung et Jean-Noël Juttet, Paris, Zulma, 2010 ; réédition, Paris, Points, coll. « Les grands romans » no P2715, 2011  (ISBN 978-2-7578-1985-2) : ce roman raconte l'histoire d'une jeune fille, vendue par son père à l'âge de 15 ans, et son parcours initiatique de jeune prostituée à la fin du XIXe siècle.
- 바리데기 (Barideki) (2007) Publié en français sous le titre Princesse Bari, traduit par Choi Mikyung et Jean-Noël Juttet, Arles, Picquier, 2013 ; réédition, Arles, Picquier, coll. « Picquier poche », 2015  (ISBN 978-2-8097-1114-1)
- 개밥바라기 별 (Kaebapparagi pyeol) (2008) Publié en français sous le titre L'Étoile du chien qui attend son repas, traduit par Jeong Eun-Jin et Jacques Batilliot, Paris, Serge Safran éditeur, 2016  (ISBN 979-10-90175-45-7) ; réédition, Paris, Points no P4928, 2019  (ISBN 978-2-7578-6276-6) : le roman de Chun, étudiant amer et désabusé, rebelle à toutes formes d'autorité, qui abandonne ses études et rompt avec ses proches pour se lancer sur la route de la liberté. Il y croise l'amour et l'amitié, mais tombe dans le piège de la guerre du Viêt Nam et s'engage ainsi dans un combat qui n'est pas la sien.
- 낯익은 세상 (Natikeun sesang) (2011) Publié en français sous le titre Toutes les choses de notre vie, traduit par Choi Mikyung et Jean-Noël Juttet, Arles, Picquier, 2016  (ISBN 978-2-8097-1166-0) : l'histoire des trieurs de la décharge à toit ouvert de Séoul, connue sous le nom de L'Île aux fleurs.
- 해질 무렵 (Haejip Muryeop) (2015) Publié en français sous le titre Au soleil couchant, traduit par Choi Mikyung et Jean-Noël Juttet, Arles, Picquier, 2017  (ISBN 978-2-8097-1273-5)
- 수인 (Suin) (2017) Publié en français sous le titre Le Prisonnier, traduit par Choi Mikyung et Jean-Noël Juttet, Arles, Picquier, 2021  (ISBN 978-2-8097-1518-7)

## Distinctions
- 2001 : Prix Daesan du roman pour 손님 L'Invité
- 2004 : Prix littéraire Manhae
- 2018 : Prix Émile-Guimet de littérature asiatique

## Autres références
- Patrick Maurus, "Histoire de la littérature coréenne", Ellipses, 2005, p. 112.